# Jeu de rôles (film)
Pour plus de détails, voir Fiche technique et Distribution.
Jeu de rôles (dont le titre original en espagnol, Nadie conoce a nadie, pourrait être traduit par « Personne ne connaît personne ») est un thriller espagnol réalisé par Mateo Gil et sorti en salles en 1999. Le film est une adaptation du roman du même nom, de l'écrivain Juan Bonilla.

## Synopsis
À Séville, Simón Cárdenas, écrivain débutant en manque d'inspiration, emploie son temps libre à la conception de mots croisés pour un journal local.
Après avoir reçu un étrange message sur son répondeur, Simón commence à douter de son colocataire, surnommé « Sapo » (en espagnol : crapaud). Il le soupçonne d'être mêlé à une machination visant à commettre des attentats terroristes durant la semaine sainte. Le film ne dévoile le vrai nom de Sapo à aucun moment.

## Fiche technique
- Titre original : Nadie conoce a nadie[1]
- Titre français : Jeu de rôles
- Réalisation : Mateo Gil
- Scénario : Mateo Gil et Juan Bonilla, d'après le roman Nadie Conoce a Nadie.
- Direction artistique : Gilles Aird
- Musique : Alejandro Amenábar
- Production : DMVB Films
- Société de Distribution : LCJ Éditions et Productions
- Directeur de la photographie : Javier Salmones
- Pays d’origine :  Espagne
- Langue originale : Espagnol
- Format de production : 35 mm couleur
- Format audio : Dolby Digital
- Format de projection : 2.35 : 1 Cinemascope
- Genre : Drame et thriller
- Durée : 108 minutes
- Dates de sortie : 
  -  Espagne : 11 novembre 2000
  -  France :  11 octobre 2000

## Distribution
- Eduardo Noriega : Simón Cárdenas[2]
- Jordi Mollà	: Sapo
- Natalia Verbeke	: María
- Paz Vega : Ariadna
- Pedro Álvarez-Ossorio : Padre Andrés
- Mauro Rivera : Rocha
- Jesús Olmedo : Brujo
- Críspulo Cabezas : Pirata
- Joserra Cadiñanos : Dinamitero
- José Manuel Seda : Capa